# آلیسا کلاینر
آلیسا کلاینر (انگلیسی: Alyssa Kleiner؛ زادهٔ ۱ آوریل ۱۹۹۳) بازیکن فوتبال اهل ایالات متحده آمریکا است.
از باشگاه‌هایی که در آن بازی کرده‌است می‌توان به واشینگتن اسپیریت، باشگاه فوتبال رین، و باشگاه فوتبال پورتلند تورنز اشاره کرد.